# NGC 2534
NGC 2534 é uma galáxia elíptica (E1/P) localizada na direcção da constelação de Lynx. Possui uma declinação de +55° 40' 19" e uma ascensão recta de 8 horas, 12 minutos e 54,1 segundos.
A galáxia NGC 2534 foi descoberta em 18 de Março de 1790 por William Herschel.